# Bice
bice（ビーチェ、1972年4月11日 - 2010年7月26日）は、日本のシンガーソングライター、作詞家、作曲家、編曲家、演奏家、音楽プロデューサー。埼玉県出身。血液型はB型。本名は来嶋 優子（きじま ゆうこ）（旧姓：中島）。

## 来歴
1994年に旧姓名の中島優子でシンガーソングライターとしての活動を開始し、同年6月、全曲の作詞・作曲を自身で手がけたアルバム、『おいつけ! おいこせ!』でフォーライフ・レコードからデビュー。初期の快活なポップス路線から、Oh! penelopeとの共同制作をきっかけにロック色を強めてゆき、自ら編曲・プロデュースにも関るようになっていった。またボーカルスタイルも辻睦詞のアドバイスにより、後にbice名義作品の特徴となるウィスパーボイス的な歌い方が中島名義最後の作品となった『チャームレス?』（1996年）の数曲で試みられた。
1998年4月、自身の音楽嗜好により忠実な音楽を追求するべくbiceへ改名し、アンダーフラワーからミニアルバム『Spotty Syrup』を発表。大手CDショップの店舗チャートの上位に食い込む小規模なヒットとなり、同年7月にポニーキャニオンからマキシ・シングル『bice』でメジャーへ再進出。2000年、当時設立されたばかりのソニー傘下のメジャーレーベル、アウトグループ・レコードに移籍したが、それから半年も経たずして親会社アウトサイドが突然解散したため、発表したばかりのシングル『ツイオク』はすぐに廃盤、リリース目前であったアルバムは発売中止となり、再移籍を余儀なくされた。2001年に徳間ジャパンへ移籍後は、発売中止を乗り越えたアコースティック基調のスタジオ作品『Nectar』、自宅録音を中心とした意欲作『let love be your destiny』と代表作となる2枚のアルバムを発表し、評価を確立する。この2枚を聴き、その才能に瞠目した小西康陽の招きにより、columbia * readymadeに移籍し、2008年に最後のアルバムとなった『かなえられない恋のために』を発表した。
1997年から自身の活動と平行して、他のアーティストへの楽曲提供、編曲を始める。また渡辺善太郎のソロプロジェクトatamiや、カジヒデキ、SUGIZO、NORTHERN BRIGHTなどの作品への歌手としての参加、英国のフォーク・バンド、チューダー・ロッジの日本公演の演奏サポート、テレビドラマやテレビアニメのサウンドトラック（一部はアンネ名義）、CM音楽の製作など多岐にわたった活躍を見せ、2004年には、作編曲・歌・ナレーションを担当した松下電器産業（現 パナソニック）のCMが第33回フジサンケイグループ広告大賞メディアミックス部門グランプリを受賞した。
2010年7月26日、心筋梗塞のため自宅で死去していたことが、夫である来嶋勇人により公式ホームページにて7月30日に公表された。ブログ更新から2日後の急死であった。38歳没。葬儀・告別式は近親者のみで行われ、2010年8月8日、関係者により「biceを送る会」が営まれた。一周忌にあたる2011年7月26日、公式HPが追悼サイトにリニューアルされた。

### 音楽歴
武蔵野音大付属幼稚園時代から音楽に親しみ、隣人から貰ったオルガンを弾き始める。その後すぐクラシック・ピアノを習い始め、小学校中学年からフルートも習う。中学生のときにYAMAHA Portatoneを買いシンセの音色に興味を持つようになり、ラジカセ2台で多重録音を始める。中学2年で作詞・作曲したオリジナル曲「AGE」により、1987年TEENS' MUSIC FESTIVALの東京地区予選大会でベストアイドル賞を受賞。高校生になってからはTASCAM Porta 05を買い、知人からKORGのリズム・マシンを譲ってもらいMTRに録音するようになった。その後KORG T2を買いシーケンサーを使って曲を作るようになり、プロとして活動する頃にはMacintoshに移行していった。

## ディスコグラフィー

### 中島優子名義

#### アルバム
- おいつけ! おいこせ! （1994年6月17日）
- HERE COME THE GiRLS （1995年8月19日）
- チェリオ （1996年3月21日） - ミニアルバム
- チャームレス? （1996年12月4日）

#### シングル
- はじまったばかり （1994年5月）
鈴鹿サーキットCMソング
- Sunday （1994年12月16日）
アルバム未収録曲「My Love だから大丈夫」収録
- SING （1995年4月）
- 東京・ジャングル・ア・ゴー! ゴー! （1995年6月）
- こぼれたミルクに泣かないで （1996年2月21日）
テレビ朝日 「オ・ト・ナにして フクチャン」テーマソング
- Happy Xmas (Love is all over) （1996年11月）

### bice名義

#### アルバム
- Spotty Syrup （1998年4月30日） - デビュー・ミニアルバム
2018年4月21日、アナログ盤で再発売
- Covers （2000年6月28日） - カバー・ミニアルバム
2011年 NHK環境キャンペーン OP 「How deep is your love」、ED 「Cruel to be kind」収録
（後者は2006年 NHKフレッシャーズ・キャンペーン使用曲）
- Nectar （2001年7月4日）
J-PHONE東海CMソング「Green Cherry」収録
- let love be your destiny （2002年4月17日）
2016年12月7日、アナログ盤で再発売
- かなえられない恋のために （2008年7月23日）

#### シングル
- bice （1998年7月17日） - メジャーデビュー・シングル
TBSテレビ　ドラマ『私ってへん?』主題歌「あくび」収録
- スニーカー　(1998年12月2日） - TBSテレビ『どうぶつ奇想天外!』エンディングテーマ、大原グループCMソング
シンディ・ローパーの「Time after Time」のカバー収録
- ツイオク （2000年6月28日）
アルバム未収録曲「ナイトソング」収録
- An apple a day （2001年5月9日）- フジテレビ系『東京天使』エンディングテーマ
アルバム未収録の「光の中へ[14][15]」「I Wanna Take You Home (SUGIURUMN HOUSE MISSION MIX)」収録
- Cloudy Sky （2002年2月27日）

#### その他の作品
- Grand Cross 1999　 (1999年8月)　
「The Girl in the Letters」収録 - 後に発表されたアルバム収録バージョンとは編曲・歌が異なる
- Flower's are go!　Vol.3　（1999年8月）
「Air-ing」収録
- Class of the 80's Green　（1999年11月）
ジョイ・ディヴィジョンのカバー「Love will tear us apart」収録
- atami - 作詞・歌
シングル『Nightingale』　（2000年4月）- 「Nightingale」（日本語バージョン）、「Lines above your navel」「Red Moon」収録
アルバム『Atami』　（2001年2月） - 「Nightingale」（英語バージョン）、「Red Moon」収録
- MIDIUM RARE TRAX Vol.1 (2001年7月) - HMV購入特典8センチCD
「An apple a day (洋梨version)」、「Piano」収録
- Rest in Peace & Fly Away （SUGIZO feat. bice名義シングル） （2002年4月）- ゲスト・ボーカル
- SUGIZO compiles Global Music I　（2002年10月）
「Starman」収録
- NORTHERN BRIGHT　- ゲスト・ボーカル（新井仁とデュエット）
シングル『END OF LONG HOT SUMMER 2002 Recorded @ Our Room E.P. feat. bice』（2002年9月）
アルバム『recorded @ our room, long play: from our room to your lifetime』（2003年4月）
「Feels Like Summer」「Feels Like Summer (acoustic)」収録
- Tribute to Flipper's Guitar ～Friends Again～　（2003年11月）
フリッパーズ・ギターのカバー「Summer Beauty 1990」収録
- Bijou Christmas ~Sweet Carols for Christmas~　（2005年11月）－フランフラン・クリスマスCD
「Silent Night」（クリスマス・キャロル）収録
- tribute to yes mama ok? （2006年4月）
yes, mama ok? のカバー「双子の美人秘書」「jamboree-hahahaha 結局破局バージョン」収録
- Pure Voice~J-COVER~　（2008年1月）
原田知世、松任谷由実のカバー「ダンデライオン〜遅咲きのたんぽぽ」
原田知世のカバー（作曲・来生たかお）「悲しいくらいほんとの話」収録
- lily on the hill (acoustic version) （2008年7月）
『かなえられない恋のために』HMV購入特典　着うたフルとして期間限定配信
- EVERYBODY KNOWS? RADIO SESSIONS 1997-2014　(2016年07月27日)
2002年4月、SHIBUYA FM出演時の「Walking in the Rain」ライヴ音源収録

## 楽曲提供、編曲、プロデュース
以下の各編曲作品には、コーラス、アコースティック・ギター、エレクトリック・ギター、ピアノ等でも参加
- 久松史奈 - 中島優子名義による提供
「愛の結晶」作曲 アルバム『Small Closet』（1997年）収録　
「ハートに火をつけて」「好きになったからには好きになってもらおう」作曲 アルバム『I DOLL』（1999年）収録
- Coo:nya シングル「特別」作曲（1998年）
- 吉川ひなの シングル「メロウプリティー」作曲（1999年）- グンゼストッキングCMソング
- 永井真理子 「愛が醒めるとき」「ひつじかひのうた。」作曲 アルバム『ちいさなとびら』（2000年）収録
- 我那覇美奈 「L.N.O.」作詞・作曲・編曲、「さよならの後に咲く花」編曲 アルバム『TRAVELING SUNS』（2000年）収録
「思ひ出」作曲 アルバム『20』（2001年）収録
- 石嶺聡子 「水槽」作曲・編曲　アルバム『クロゼット』（2001年）収録
- 松下萌子 シングル「夏色」作曲（2001年）、「still...」作曲・編曲　シングル『卒業』（2002年）収録
- ビビアン・スー 「Powder of Star Light」作詞・作曲・編曲 アルバム『不敗の恋人』（日本盤 2000年）収録
同曲の北京語版「坐在月亮上」作曲・編曲 アルバム『Happy Past Days』（台湾盤 2000年）収録
「人不為己 天誅地滅」作曲・編曲・プロデュース アルバム『假扮的天使』（台湾盤 2000年）収録
- 藤井隆 「地球に抱かれて」「乱反射」作曲　アルバム『ロミオ道行』（2002年）収録
- みなを（Minawo) 「幸せな歌」編曲・プロデュース ミニ・アルバム『プラスチックワールド』（2001年）収録
- 山下久美子　「Love is blue」作詞・作曲　アルバム『ある愛の詩』に収録（2002年）
- 石井竜也 「River〜remix〜」渡辺善太郎と共同再編曲 シングル「RIVER〜GUNDAM SEED EDITION〜」他収録（2003年）
- 相川七瀬 「I LOVE YOU」作曲　アルバム『THE FIRST QUARTER』収録（2005年）
- ユンナ 「碧い檸檬」作曲　アルバム『Go! Younha』（2005年）
- 一十三十一 シングル『粉雪のシュプール』作曲、同曲「waiting for you mix」編曲　同シングル収録（2006年）- キロロスノーワールドCMソング
- Noria 「LOVE②くらっち Holiday にゅーとらる Ver.」 編曲　シングル『LOVE②くらっち』収録（2006年）
- バニラビーンズ 「バニラード」作曲　アルバム『バニラビーンズ』（2009年）収録　
「おやすみ」作曲　アルバム『バニラビーンズII』 収録 (2011年) - 没後提供
「sweet life」作曲　配信限定シングル (2017年2月1日) - 没後提供（原曲：bice「光の中へ」）
- 葉月ゆら 「砂の城」編曲 アルバム『少女標本』（2009年）収録
- cargo 「All I Need feat. 一十三十一」作詞　JP MUSICコンピレーション『POSTIME COOLⅡ JAPAN』（2009年）収録 - 郵便局のBGM採用曲

## CMソング
- 松下電器産業（現 パナソニック）「Nのエコ計画」（2004年）- 作曲・編曲・歌・ナレーション（フジサンケイグループ広告大賞　第33回メディアミックス部門グランプリ受賞）
- 花王・ブローネ - 作曲・編曲およびヴォイスロゴ・商品ナレーション
- 花王・ビオレ - 歌
- NHKデジタルハイビジョン（2001年）- 作詞・作曲・編曲・歌
- フィットハウス（2002年） - 作詞・作曲・編曲・歌
- 野村證券（2004年）- 歌
- J-WAVE Holiday special ・ジングル （2002年）
- 千寿製薬・マイティア - 歌
- 損保ジャパンDIY生命（2005年）- 作曲・編曲
- 新党日本テーマソング（田中康夫代表が声で出演）（2005年）- 作曲・編曲・歌
- フェザー安全剃刀・女性用カミソリ『マーメイド（亜土ちゃんイラスト編）』（2005年）- 作曲・編曲・歌
- 東栄住宅・ブルーミングガーデン（2007年） - サウンドロゴ
- 第一製薬（現 第一三共ヘルスケア）・カロヤン（2007年）- 作曲・編曲
- ロート製薬・なみだロート - 作曲・編曲・歌
- ユニバーサルホーム・地熱床篇　「峠の我が家」（2009年）- 歌、  他

## サウンドトラック

### テレビドラマ
- ムコ殿（2001年）（フジテレビ）
オリジナルサウンドトラック（2001年6月6日　TOCT-24603）作曲・編曲・プロデュース - 沢田完と連名
- きみはペット（2003年）（TBSテレビ）
オリジナルサウンドトラック（2003年6月4日　AVCD-17315）全作曲・編曲

### テレビアニメ
- まほらば〜Heartful days　（テレビ東京）（2005年） - アンネ（Anne）名義
オリジナルサウンドトラック OP/ED以外の全作曲・編曲、キャラクターソング作詞・作曲・編曲のほか、最終話で「中島」役にて声優として出演
  - ボーカル&ドラマアルバム『鳴滝荘へ、いらっしゃい』　（2005年3月24日）
新井里美 「花のささやき」作詞・作曲・編曲
白石涼子 「きみのちかくへ」作詞・作曲・編曲
堀江由衣 「Candy Holiday」作詞・作曲・編曲
浅野真澄 「move on!」作詞・作曲・編曲
黒崎小夜子&天神有海 「黒崎親子のダンボールの詩」作曲・編曲
  - DVD まほらば〜Heartful days - 第1巻 付属のサウンドトラックCD　（2005年5月11日）
  - サウンドトラック&ドラマアルバム『脇役天国…かも』 　（2005年5月25日）
- こいこい7 （UHF系） （2005年） - アンネ名義
挿入歌　伊藤亜矢子「ジ アイスピックス オブ ラヴ」作詞　（キャラクターミニアルバム『同志恋愛』（2005年6月22日）収録）
- きらりん☆レボリューション（テレビ東京） (2006年) - 第1話 - 第102話までを担当
  - オリジナルサウンドトラックOP/ED以外の全作曲・編曲 (2006年11月22日)
  - 挿入歌/SHIPS 「光の中へ。。」作詞・作曲（2007年）
- ゼロ デュエル・マスターズ （テレビ東京）(2007年) - アンネ名義
オープニングテーマ　Rey 「今！始まる勇気」作詞
- けいおん!!　（TBSテレビ）（2010年）
劇中歌「ごはんはおかず」「Honey sweet tea time」作曲・編曲 - 没後発表

### 映画
- ワイルド・フラワーズ（2004年）主題歌：「部屋」　歌：bice & 及川リン 作曲・編曲：bice　- 公開時に「青い稲妻」から改題

### その他
- オンワード樫山 - SUIVI 春夏コレクション・ファッションショー（2000年）
- PlayStation 2用ソフト『リモココロン』（2001年）
  - サウンドトラック盤は「CD入りレターセット」としてソフトとは別に発売（2001年7月26日　RMA20352-10）
- シャネル銀座街頭クリスマス・ディスプレイ
- ジャーナルスタンダード・プロモーション用ショートムービー（2004年）
- おはスタ （テレビ東京）（2007年）
BGM「月曜ポップA」「月曜ポップB」「木曜オープニングテーマ」作曲
- のりスタは〜い!（テレビ東京）（2007年）　がっきーずーの歌（オープニングとエンディング）
「なみだのうた」作詞･作曲･編曲、「ビリジアン」作曲・編曲、「ABCDのうた」作曲　他

## プレイヤー参加
- カジヒデキ　15 angry men + 1 girl ツアー（1999年）/ キーボード・A.ギター・コーラス
- チューダー・ロッジ 日本公演/ コーラス・ピアノ（1999年）
- BM2（ビーエムダブル）
bice、ハイポジのもりばやしみほ、mayutan（マユタン、ex.マサ子さん）の3アーティストによるガールズユニット。2003年結成。ユニット名は、「コンテムポラリー・プロダクション（C.T.P.P.）」主宰、もりばやしの夫でもある信藤三雄が、3人のイニシャルから取って命名した。同年10月、ゲストにあがた森魚、ワタナベイビーらを迎え、自主企画イベント「DRIVE LESSON by BM2　-KIMONO MY HOUSE[16]-」を開催。以降、3人の関心事を取り入れながら、緩やかなペースで活動した。衣装は常に和服なのが特徴。デザイナー・やまもとゆみによる着物ブランド「うれし屋」の広告モデルも務めた。
- Punon Pen（プノンペン）
2004年、biceがベース＆ボーカルのTomomi（角森隆浩 with ダイナミック・オーシャンズ）、ドラムスのMiharuらと共に結成したパンク・ロックバンド。biceはE.ギターを担当。2005年、ファースト・カセットテープ『NOT A BEST』を自主制作で限定リリース。ライブを数回行った。

## 使用機材

### 楽器
- RICKENBACKER 620
- epiphone John Lennon EJ-160E
- epiphone C-5
- epiphone R97J

### 音源
- CLAVIA DMI Nord Rack
- Roland XV-5080
- Roland SC-8820

### ソフトウェア
- Apple Logic Studio
- OPCODE Studio Vision Pro
- DIGIDESIGN ProTools LE
- DIGIDESIGN SampleCell
- PROPELLAHEAD ReCycle!

### マイク
- SHURE Beta57

## メディア出演

### テレビ番組
- GiRLPOP '94、'95 （TVK、1994年 - 1995年）
- 真夜中の王国 （NHK BS2、1998年11月）
- 伝説音舗〜うれる堂〜　（日本テレビ、2001年5月20日）
- Melodix! （テレビ東京、2001年5月25日、2002年3月19日）
- エブナイSAT （フジテレビ、2001年6月16日）
- Music Tribe 2001 （WOWOW、2001年7月24日）
- AX Music Factory （日本テレビ、2002年3月21日）
- CDTV-Neo （TBSテレビ、2002年3月22日）
- 作詞家・松本隆NOW 〜松本作品で綴るコンサート〜 （2002年12月開催の「風街クリスマス」出演時の映像） 
NHK BS hi（2003年1月23日）、NHK BS2（2003年3月29日）
- 魁!音楽番付〜JET〜 （フジテレビ、2008年8月13日）

### ラジオ番組

#### DJ、レギュラー出演
- GiRL POP SLASH （CBC）（1994年-1995年）
- NAKAJIMA・TAMAKIの週感H・P・P　（広島FM）（1994年）
- AFTER STAGE KOBE 水曜日　biceのan apple a day （KISS-FM KOBE）（2001年）
- PARKSIDE JAM - biceのSlowdive - （α-STATION）（2002年1月） - 月間DJを担当
- 特別番組『ビーチェ　かなえられない恋のために』 （TOKYO FM）（2008年7月20日）
ゲスト： ベニー・シングス、ジョヴァンカ　- 鼎談の模様はbiceの公式Myspaceにて、動画でも公開

### 出版物

#### 雑誌連載
- Groovin' - すみやのフリーペーパー
「bice 苺畑でつかまえて」　全12回 （2001年 - 2002年）
- Girls - 美容室・SHIMA 季刊誌　全2回 （2002年）
- FUDGE　コラム・全3回 （2008年）

#### 雑誌掲載・広告出演
- 装苑別冊 making 2000年9月号（文化出版局）
mina・モデルおよびインタビュー
- DMG/ Domingo 広告モデル（2000年）
- FU - X-Girl・モデル　（撮影：大沼茂一）（2001年2月）
- easy traveler 第1号（2001年4月20日　イージーワーカーズ発行）
表紙およびF.E.I/ IRONY モデル （撮影：奥本昭久）
- キーボード・マガジン　2001年8月号　- インタビュー
- サウンド&レコーディング・マガジン 2002年7月号 - 自宅スタジオ・機材紹介
- らぱん〜きものぐらしのヴィジュアルブック〜（2006年4月10日発行） - ウェブ雑誌『Lapin』発行の冊子
BM2のメンバーとして
- シックスティーズ・マガジン Vol. 5　（2008年8月10日 ポイズン・エディターズ/星雲社発行）
ファッションページ・モデルとプロフィール
- S.P.K. 2008 Summer Vol.01 週刊実話別冊（2008年9月17日発行）
表紙とインタビュー
- 前園直樹グループの雑誌 うたとことば。1号（2008年12月19日発行）
エッセイ「私は シンガー ソング サウンド ライター」
- やまもとゆみ（着物ブランド）・2010年フライヤー - 生前撮影の写真で起用

#### 書籍
- ガーリーズ・カフェ（2000年4月1日　アウラマーケティングラボ発行）ISBN 4-947735-92-9
雑誌『Girlie』編集の女性クリエーターへのインタビュー集
- 蜷川実花 Sugar and Spice （2000年12月5日　河出書房新社発行）ISBN 4-309-26443-3
ポニーキャニオン在籍時のアーティスト写真収録